# فهرست خورشیدگرفتگی‌های سده ۴ (میلادی)
.
این فهرست شامل خورشیدگرفتگی‌های سدهٔٔ چهارم پس از میلاد است که در طی دورهٔ سال ۳۰۱ میلادی تا سال ۴۰۰ میلادی روی داده‌اند. در این دوره، ۲۲۲ خورشیدگرفتگی رخ داد که ۷۳ مورد آن خورشیدگرفتگی جزئی، ۷۶ مورد خورشیدگرفتگی حلقه‌ای، ۶۶ خورشیدگرفتگی کامل و ۷ مورد نیز از نوع خورشیدگرفتگی مرکب بود.
| تاریخ          | زمان بزرگ‌ترین گرفت | چرخهٔ ساروس | نوع    | قدر    | مدت زمان          | مکان                                            | مسیر گرفتگی            | ناحیهٔ جغرافیایی | منبع(ها) |
| -------------- | ------------------ | ---------- | ------ | ------ | ----------------- | ----------------------------------------------- | ---------------------- | --------------- | -------- |
| ۲۵ آوریل ۳۰۱   | ۰۹:۰۴:۱۵           | ۷۲         | کامل   | ۱٫۰۵۲۶ | ۰۴ دقیقه ۱۶ ثانیه | ۳۹°۴۸′شمالی ۶۶°۱۸′شرقی / ۳۹٫۸°شمالی ۶۶٫۳°شرقی   | ۱۹۶ کیلومتر (۱۲۲ مایل) |                 | [ ۱ ]    |
| ۱۸ اکتبر ۳۰۱   | ۱۴:۵۶:۱۹           | ۷۷         | حلقه‌ای | ۰٫۹۶۷۲ | ۰۳ دقیقه ۱۵ ثانیه | ۳۷°۳۰′جنوبی ۲۵°۰۶′غربی / ۳۷٫۵°جنوبی ۲۵٫۱°غربی   | ۱۳۴ کیلومتر (۸۳ مایل)  |                 | [ ۱ ]    |
| ۱۴ آوریل ۳۰۲   | ۲۱:۱۷:۰۰           | ۸۲         | حلقه‌ای | ۰٫۹۹۷۴ | ۰۰ دقیقه ۱۷ ثانیه | ۷°۳۶′جنوبی ۱۰۲°۴۸′غربی / ۷٫۶°جنوبی ۱۰۲٫۸°غربی   | ۹ کیلومتر (۵٫۶ مایل)   |                 | [ ۱ ]    |
| ۸ اکتبر ۳۰۲    | ۰۱:۱۷:۵۷           | ۸۷         | کامل   | ۱٫۰۲۶۳ | ۰۲ دقیقه ۳۴ ثانیه | ۷°۵۴′شمالی ۱۶۶°۱۸′غربی / ۷٫۹°شمالی ۱۶۶٫۳°غربی   | ۹۲ کیلومتر (۵۷ مایل)   |                 | [ ۱ ]    |
| ۴ آوریل ۳۰۳    | ۰۲:۰۹:۰۰           | ۹۲         | جزئی   | ۰٫۸۰۰۷ | —                 | ۷۱°۴۸′جنوبی ۱۰۶°۳۰′غربی / ۷۱٫۸°جنوبی ۱۰۶٫۵°غربی | —                      |                 | [ ۱ ]    |
| ۲۷ سپتامبر ۳۰۳ | ۱۶:۴۱:۲۴           | ۹۷         | کامل   | ۱٫۰۴۶۳ | ۰۳ دقیقه ۰۰ ثانیه | ۶۰°۳۶′شمالی ۵°۱۲′غربی / ۶۰٫۶°شمالی ۵٫۲°غربی     | ۴۰۵ کیلومتر (۲۵۲ مایل) |                 | [ ۱ ]    |
| ۲۲ فوریه ۳۰۴   | ۱۰:۰۹:۱۷           | ۶۴         | جزئی   | ۰٫۷۸۵۱ | —                 | ۷۱°۱۲′شمالی ۵°۴۸′شرقی / ۷۱٫۲°شمالی ۵٫۸°شرقی     | —                      |                 | [ ۱ ]    |
| ۱۷ اوت ۳۰۴     | ۲۲:۳۳:۰۳           | ۶۹         | جزئی   | ۰٫۹۷۰۵ | —                 | ۷۰°۴۲′جنوبی ۱۷۳°۰۶′غربی / ۷۰٫۷°جنوبی ۱۷۳٫۱°غربی | —                      |                 | [ ۱ ]    |
| ۱۰ فوریه ۳۰۵   | ۱۶:۰۷:۵۹           | ۷۴         | حلقه‌ای | ۰٫۹۹۴۴ | ۰۰ دقیقه ۳۷ ثانیه | ۵°۱۲′شمالی ۳۰°۳۶′غربی / ۵٫۲°شمالی ۳۰٫۶°غربی     | ۲۱ کیلومتر (۱۳ مایل)   |                 | [ ۱ ]    |
| ۷ اوت ۳۰۵      | ۰۷:۰۸:۵۶           | ۷۹         | حلقه‌ای | ۰٫۹۶۹۷ | ۰۳ دقیقه ۴۸ ثانیه | ۰°۱۲′شمالی ۱۰۲°۰۰′شرقی / ۰٫۲°شمالی ۱۰۲٫۰°شرقی   | ۱۱۴ کیلومتر (۷۱ مایل)  |                 | [ ۱ ]    |
| ۳۱ ژانویه ۳۰۶  | ۰۴:۵۳:۱۶           | ۸۴         | کامل   | ۱٫۰۴۰۸ | ۰۳ دقیقه ۲۳ ثانیه | ۳۹°۱۸′جنوبی ۱۴۷°۴۲′شرقی / ۳۹٫۳°جنوبی ۱۴۷٫۷°شرقی | ۱۴۷ کیلومتر (۹۱ مایل)  |                 | [ ۱ ]    |
| ۲۷ ژوئیه ۳۰۶   | ۰۹:۰۳:۵۹           | ۸۹         | حلقه‌ای | ۰٫۹۴۲۲ | ۰۶ دقیقه ۰۳ ثانیه | ۴۷°۳۰′شمالی ۸۱°۴۸′شرقی / ۴۷٫۵°شمالی ۸۱٫۸°شرقی   | ۲۴۲ کیلومتر (۱۵۰ مایل) |                 | [ ۱ ]    |
| ۲۰ ژانویه ۳۰۷  | ۲۰:۴۸:۲۰           | ۹۴         | جزئی   | ۰٫۹۲۴۳ | —                 | ۶۸°۴۲′جنوبی ۶۳°۰۰′شرقی / ۶۸٫۷°جنوبی ۶۳٫۰°شرقی   | —                      |                 | [ ۱ ]    |
| ۱۶ ژوئیه ۳۰۷   | ۰۹:۵۵:۳۸           | ۹۹         | جزئی   | ۰٫۶۱۶۴ | —                 | ۶۷°۵۴′شمالی ۱۲۷°۰۰′غربی / ۶۷٫۹°شمالی ۱۲۷٫۰°غربی | —                      |                 | [ ۱ ]    |
| ۱۱ دسامبر ۳۰۷  | ۲۱:۴۷:۰۹           | ۶۶         | جزئی   | ۰٫۹۲۱۷ | —                 | ۶۴°۴۸′شمالی ۹۲°۰۶′غربی / ۶۴٫۸°شمالی ۹۲٫۱°غربی   | —                      |                 | [ ۱ ]    |
| ۵ ژوئن ۳۰۸     | ۰۷:۲۸:۲۱           | ۷۱         | کامل   | ۱٫۰۳۸۹ | ۰۳ دقیقه ۴۳ ثانیه | ۲۳°۴۲′جنوبی ۱۰۸°۰۶′شرقی / ۲۳٫۷°جنوبی ۱۰۸٫۱°شرقی | ۱۹۱ کیلومتر (۱۱۹ مایل) |                 | [ ۱ ]    |
| ۳۰ نوامبر ۳۰۸  | ۰۲:۱۶:۲۷           | ۷۶         | حلقه‌ای | ۰٫۹۲۸۴ | ۰۹ دقیقه ۳۷ ثانیه | ۱°۰۶′جنوبی ۱۷۹°۰۶′غربی / ۱٫۱°جنوبی ۱۷۹٫۱°غربی   | ۲۸۸ کیلومتر (۱۷۹ مایل) |                 | [ ۱ ]    |
| ۲۵ مه ۳۰۹      | ۲۳:۲۶:۰۸           | ۸۱         | کامل   | ۱٫۰۷۹۹ | ۰۶ دقیقه ۴۵ ثانیه | ۲۳°۰۶′شمالی ۱۴۲°۱۸′غربی / ۲۳٫۱°شمالی ۱۴۲٫۳°غربی | ۲۵۸ کیلومتر (۱۶۰ مایل) |                 | [ ۱ ]    |
| ۱۹ نوامبر ۳۰۹  | ۰۱:۲۸:۴۲           | ۸۶         | حلقه‌ای | ۰٫۹۱۸۱ | ۰۹ دقیقه ۰۸ ثانیه | ۳۷°۰۶′جنوبی ۱۷۹°۰۶′شرقی / ۳۷٫۱°جنوبی ۱۷۹٫۱°شرقی | ۳۲۷ کیلومتر (۲۰۳ مایل) |                 | [ ۱ ]    |
| ۱۵ مه ۳۱۰      | ۱۶:۳۴:۵۷           | ۹۱         | کامل   | ۱٫۰۵۹۶ | ۰۳ دقیقه ۴۱ ثانیه | ۶۳°۵۴′شمالی ۷۶°۲۴′غربی / ۶۳٫۹°شمالی ۷۶٫۴°غربی   | ۳۱۳ کیلومتر (۱۹۴ مایل) |                 | [ ۱ ]    |
| ۸ نوامبر ۳۱۰   | ۰۲:۴۷:۳۲           | ۹۶         | حلقه‌ای | ۰٫۹۴۰۵ | ۰۳ دقیقه ۴۳ ثانیه | ۶۷°۱۸′جنوبی ۶۲°۳۶′شرقی / ۶۷٫۳°جنوبی ۶۲٫۶°شرقی   | —                      |                 | [ ۱ ]    |
| ۵ آوریل ۳۱۱    | ۱۸:۴۷:۵۹           | ۶۳         | جزئی   | ۰٫۷۷۳۷ | —                 | ۶۰°۵۴′جنوبی ۸°۵۴′شرقی / ۶۰٫۹°جنوبی ۸٫۹°شرقی     | —                      |                 | [ ۱ ]    |
| ۲۹ سپتامبر ۳۱۱ | ۰۰:۱۴:۰۷           | ۶۸         | جزئی   | ۰٫۸۱۳۰ | —                 | ۶۰°۵۴′شمالی ۶۸°۱۸′غربی / ۶۰٫۹°شمالی ۶۸٫۳°غربی   | —                      |                 | [ ۱ ]    |
| ۲۴ مارس ۳۱۲    | ۲۱:۴۳:۵۷           | ۷۳         | حلقه‌ای | ۰٫۹۴۰۱ | ۰۶ دقیقه ۳۶ ثانیه | ۱۸°۲۴′جنوبی ۱۰۱°۱۸′غربی / ۱۸٫۴°جنوبی ۱۰۱٫۳°غربی | ۲۳۹ کیلومتر (۱۴۹ مایل) |                 | [ ۱ ]    |
| ۱۷ سپتامبر ۳۱۲ | ۱۶:۱۸:۵۶           | ۷۸         | کامل   | ۱٫۰۵۸۱ | ۰۴ دقیقه ۳۳ ثانیه | ۲۲°۴۸′شمالی ۲۲°۳۰′غربی / ۲۲٫۸°شمالی ۲۲٫۵°غربی   | ۲۰۷ کیلومتر (۱۲۹ مایل) |                 | [ ۱ ]    |
| ۱۳ مارس ۳۱۳    | ۲۱:۴۸:۵۸           | ۸۳         | حلقه‌ای | ۰٫۹۴۴۲ | ۰۶ دقیقه ۰۸ ثانیه | ۱۴°۵۴′شمالی ۱۲۳°۱۸′غربی / ۱۴٫۹°شمالی ۱۲۳٫۳°غربی | ۲۱۷ کیلومتر (۱۳۵ مایل) |                 | [ ۱ ]    |
| ۷ سپتامبر ۳۱۳  | ۰۷:۳۲:۵۷           | ۸۸         | کامل   | ۱٫۰۲۸۰ | ۰۲ دقیقه ۳۰ ثانیه | ۹°۴۸′جنوبی ۸۸°۴۲′شرقی / ۹٫۸°جنوبی ۸۸٫۷°شرقی     | ۹۹ کیلومتر (۶۲ مایل)   |                 | [ ۱ ]    |
| ۳ مارس ۳۱۴     | ۰۲:۲۵:۰۹           | ۹۳         | جزئی   | ۰٫۸۹۱۰ | —                 | ۶۰°۵۴′شمالی ۱۰۱°۰۶′شرقی / ۶۰٫۹°شمالی ۱۰۱٫۱°شرقی | —                      |                 | [ ۱ ]    |
| ۲۷ اوت ۳۱۴     | ۱۷:۲۹:۱۳           | ۹۸         | جزئی   | ۰٫۸۱۳۶ | —                 | ۶۱°۱۸′جنوبی ۱۲۱°۴۲′غربی / ۶۱٫۳°جنوبی ۱۲۱٫۷°غربی | —                      |                 | [ ۱ ]    |
| ۲۲ ژانویه ۳۱۵  | ۰۴:۰۶:۱۳           | ۶۵         | کامل   | ۱٫۰۳۴۴ | ۰۱ دقیقه ۴۸ ثانیه | ۷۱°۳۰′جنوبی ۱۰۴°۰۶′غربی / ۷۱٫۵°جنوبی ۱۰۴٫۱°غربی | ۴۴۹ کیلومتر (۲۷۹ مایل) |                 | [ ۱ ]    |
| ۱۸ ژوئیه ۳۱۵   | ۰۴:۳۴:۴۳           | ۷۰         | جزئی   | ۰٫۹۲۹۶ | —                 | ۶۳°۳۰′شمالی ۷۴°۳۶′غربی / ۶۳٫۵°شمالی ۷۴٫۶°غربی   | —                      |                 | [ ۱ ]    |
| ۱۱ ژانویه ۳۱۶  | ۱۹:۵۹:۲۴           | ۷۵         | کامل   | ۱٫۰۴۰۶ | ۰۳ دقیقه ۱۸ ثانیه | ۳۸°۳۰′جنوبی ۸۰°۰۶′غربی / ۳۸٫۵°جنوبی ۸۰٫۱°غربی   | ۱۴۲ کیلومتر (۸۸ مایل)  |                 | [ ۱ ]    |
| ۶ ژوئیه ۳۱۶    | ۰۶:۳۵:۵۱           | ۸۰         | حلقه‌ای | ۰٫۹۷۵۰ | ۰۲ دقیقه ۳۷ ثانیه | ۳۶°۴۲′شمالی ۱۱۵°۵۴′شرقی / ۳۶٫۷°شمالی ۱۱۵٫۹°شرقی | ۹۲ کیلومتر (۵۷ مایل)   |                 | [ ۱ ]    |
| ۳۱ دسامبر ۳۱۶  | ۰۹:۰۲:۱۳           | ۸۵         | حلقه‌ای | ۰٫۹۹۱۵ | ۰۰ دقیقه ۵۸ ثانیه | ۰°۲۴′شمالی ۷۳°۱۸′شرقی / ۰٫۴°شمالی ۷۳٫۳°شرقی     | ۳۳ کیلومتر (۲۱ مایل)   |                 | [ ۱ ]    |
| ۲۵ ژوئن ۳۱۷    | ۱۵:۲۳:۱۳           | ۹۰         | کامل   | ۱٫۰۲۸۸ | ۰۳ دقیقه ۰۴ ثانیه | ۸°۴۲′جنوبی ۲۳°۴۸′غربی / ۸٫۷°جنوبی ۲۳٫۸°غربی     | ۱۱۶ کیلومتر (۷۲ مایل)  |                 | [ ۱ ]    |
| ۲۰ دسامبر ۳۱۷  | ۱۵:۱۹:۵۹           | ۹۵         | جزئی   | ۰٫۷۰۶۶ | —                 | ۶۵°۴۸′شمالی ۳۱°۴۲′غربی / ۶۵٫۸°شمالی ۳۱٫۷°غربی   | —                      |                 | [ ۱ ]    |
| ۱۶ مه ۳۱۸      | ۲۳:۵۳:۳۶           | ۶۲         | جزئی   | ۰٫۵۵۰۱ | —                 | ۶۹°۰۰′شمالی ۵۵°۴۲′شرقی / ۶۹٫۰°شمالی ۵۵٫۷°شرقی   | —                      |                 | [ ۱ ]    |
| ۱۵ ژوئن ۳۱۸    | ۰۶:۲۹:۰۹           | ۱۰۰        | جزئی   | ۰٫۵۳۶۸ | —                 | ۶۶°۲۴′جنوبی ۱۰۶°۵۴′شرقی / ۶۶٫۴°جنوبی ۱۰۶٫۹°شرقی | —                      |                 | [ ۱ ]    |
| ۹ نوامبر ۳۱۸   | ۱۹:۵۸:۱۹           | ۶۷         | جزئی   | ۰٫۵۸۲۲ | —                 | ۶۹°۴۲′جنوبی ۱۲۰°۴۸′شرقی / ۶۹٫۷°جنوبی ۱۲۰٫۸°شرقی | —                      |                 | [ ۱ ]    |
| ۶ مه ۳۱۹       | ۱۶:۲۹:۰۸           | ۷۲         | کامل   | ۱٫۰۵۰۸ | ۰۳ دقیقه ۵۶ ثانیه | ۴۸°۰۰′شمالی ۴۶°۴۸′غربی / ۴۸٫۰°شمالی ۴۶٫۸°غربی   | ۱۹۹ کیلومتر (۱۲۴ مایل) |                 | [ ۱ ]    |
| ۲۹ اکتبر ۳۱۹   | ۲۳:۱۰:۰۶           | ۷۷         | حلقه‌ای | ۰٫۹۶۷۹ | ۰۳ دقیقه ۰۴ ثانیه | ۴۲°۱۸′جنوبی ۱۴۹°۰۰′غربی / ۴۲٫۳°جنوبی ۱۴۹٫۰°غربی | ۱۳۲ کیلومتر (۸۲ مایل)  |                 | [ ۱ ]    |
| ۲۵ آوریل ۳۲۰   | ۰۴:۲۱:۵۸           | ۸۲         | حلقه‌ای | ۰٫۹۹۶۵ | ۰۰ دقیقه ۲۴ ثانیه | ۰°۰۰′شمالی ۱۴۷°۵۴′شرقی / ۰٫۰°شمالی ۱۴۷٫۹°شرقی   | ۱۳ کیلومتر (۸٫۱ مایل)  |                 | [ ۱ ]    |
| ۱۸ اکتبر ۳۲۰   | ۰۹:۴۶:۰۹           | ۸۷         | کامل   | ۱٫۰۲۶۳ | ۰۲ دقیقه ۳۶ ثانیه | ۲°۵۴′شمالی ۶۴°۴۸′شرقی / ۲٫۹°شمالی ۶۴٫۸°شرقی     | ۹۲ کیلومتر (۵۷ مایل)   |                 | [ ۱ ]    |
| ۱۴ آوریل ۳۲۱   | ۰۸:۵۵:۵۰           | ۹۲         | جزئی   | ۰٫۹۱۵۹ | —                 | ۷۱°۲۴′جنوبی ۱۳۷°۱۸′شرقی / ۷۱٫۴°جنوبی ۱۳۷٫۳°شرقی | —                      |                 | [ ۱ ]    |
| ۸ اکتبر ۳۲۱    | ۰۱:۰۹:۳۹           | ۹۷         | کامل   | ۱٫۰۴۴۵ | ۰۳ دقیقه ۰۵ ثانیه | ۵۴°۳۶′شمالی ۱۴۱°۴۲′غربی / ۵۴٫۶°شمالی ۱۴۱٫۷°غربی | ۳۴۳ کیلومتر (۲۱۳ مایل) |                 | [ ۱ ]    |
| ۴ مارس ۳۲۲     | ۱۷:۳۴:۳۳           | ۶۴         | جزئی   | ۰٫۷۲۱۲ | —                 | ۷۱°۴۲′شمالی ۱۲۰°۰۰′غربی / ۷۱٫۷°شمالی ۱۲۰٫۰°غربی | —                      |                 | [ ۱ ]    |
| ۲۹ اوت ۳۲۲     | ۰۶:۱۳:۰۲           | ۶۹         | جزئی   | ۰٫۸۷۳۶ | —                 | ۷۱°۱۸′جنوبی ۵۷°۵۴′شرقی / ۷۱٫۳°جنوبی ۵۷٫۹°شرقی   | —                      |                 | [ ۱ ]    |
| ۲۲ فوریه ۳۲۳   | ۰۰:۰۷:۵۹           | ۷۴         | مرکب   | ۱٫۰۰۰۴ | ۰۰ دقیقه ۰۳ ثانیه | ۱۰°۳۰′شمالی ۱۵۲°۵۴′غربی / ۱۰٫۵°شمالی ۱۵۲٫۹°غربی | ۲ کیلومتر (۱٫۲ مایل)   |                 | [ ۱ ]    |
| ۱۸ اوت ۳۲۳     | ۱۴:۱۳:۲۲           | ۷۹         | حلقه‌ای | ۰٫۹۶۳۸ | ۰۴ دقیقه ۲۹ ثانیه | ۶°۴۲′جنوبی ۶°۴۸′غربی / ۶٫۷°جنوبی ۶٫۸°غربی       | ۱۳۹ کیلومتر (۸۶ مایل)  |                 | [ ۱ ]    |
| ۱۱ فوریه ۳۲۴   | ۱۳:۱۸:۵۴           | ۸۴         | کامل   | ۱٫۰۴۵۷ | ۰۳ دقیقه ۵۰ ثانیه | ۳۴°۱۸′جنوبی ۲۱°۱۲′شرقی / ۳۴٫۳°جنوبی ۲۱٫۲°شرقی   | ۱۶۳ کیلومتر (۱۰۱ مایل) |                 | [ ۱ ]    |
| ۶ اوت ۳۲۴      | ۱۵:۴۴:۵۰           | ۸۹         | حلقه‌ای | ۰٫۹۳۹۹ | ۰۶ دقیقه ۴۲ ثانیه | ۳۹°۵۴′شمالی ۱۸°۴۸′غربی / ۳۹٫۹°شمالی ۱۸٫۸°غربی   | ۲۴۳ کیلومتر (۱۵۱ مایل) |                 | [ ۱ ]    |
| ۳۱ ژانویه ۳۲۵  | ۰۵:۲۳:۲۵           | ۹۴         | جزئی   | ۰٫۹۵۲۶ | —                 | ۶۹°۴۲′جنوبی ۷۸°۳۶′غربی / ۶۹٫۷°جنوبی ۷۸٫۶°غربی   | —                      |                 | [ ۱ ]    |
| ۲۶ ژوئیه ۳۲۵   | ۱۶:۴۱:۴۴           | ۹۹         | جزئی   | ۰٫۷۴۷۲ | —                 | ۶۸°۵۴′شمالی ۱۱۹°۱۸′شرقی / ۶۸٫۹°شمالی ۱۱۹٫۳°شرقی | —                      |                 | [ ۱ ]    |
| ۲۲ دسامبر ۳۲۵  | ۰۶:۱۶:۱۴           | ۶۶         | جزئی   | ۰٫۹۱۰۶ | —                 | ۶۵°۵۴′شمالی ۱۲۹°۵۴′شرقی / ۶۵٫۹°شمالی ۱۲۹٫۹°شرقی | —                      |                 | [ ۱ ]    |
| ۱۶ ژوئن ۳۲۶    | ۱۴:۴۲:۰۱           | ۷۱         | کامل   | ۱٫۰۴۰۳ | ۰۳ دقیقه ۴۳ ثانیه | ۳۰°۰۰′جنوبی ۳°۰۰′غربی / ۳۰٫۰°جنوبی ۳٫۰°غربی     | ۲۲۸ کیلومتر (۱۴۲ مایل) |                 | [ ۱ ]    |
| ۱۱ دسامبر ۳۲۶  | ۱۰:۲۳:۲۸           | ۷۶         | حلقه‌ای | ۰٫۹۲۶۷ | ۱۰ دقیقه ۱۱ ثانیه | ۱°۴۲′جنوبی ۵۸°۰۰′شرقی / ۱٫۷°جنوبی ۵۸٫۰°شرقی     | ۲۹۶ کیلومتر (۱۸۴ مایل) |                 | [ ۱ ]    |
| ۶ ژوئن ۳۲۷     | ۰۶:۵۲:۲۱           | ۸۱         | کامل   | ۱٫۰۸۱۰ | ۰۷ دقیقه ۰۳ ثانیه | ۲۰°۳۰′شمالی ۱۰۶°۵۴′شرقی / ۲۰٫۵°شمالی ۱۰۶٫۹°شرقی | ۲۶۱ کیلومتر (۱۶۲ مایل) |                 | [ ۱ ]    |
| ۳۰ نوامبر ۳۲۷  | ۰۹:۲۹:۵۵           | ۸۶         | حلقه‌ای | ۰٫۹۱۸۳ | ۰۹ دقیقه ۱۲ ثانیه | ۳۹°۱۸′جنوبی ۶۰°۳۰′شرقی / ۳۹٫۳°جنوبی ۶۰٫۵°شرقی   | ۳۲۶ کیلومتر (۲۰۳ مایل) |                 | [ ۱ ]    |
| ۲۵ مه ۳۲۸      | ۲۳:۵۶:۳۰           | ۹۱         | کامل   | ۱٫۰۵۹۶ | ۰۳ دقیقه ۵۰ ثانیه | ۶۳°۰۰′شمالی ۱۷۵°۵۴′غربی / ۶۳٫۰°شمالی ۱۷۵٫۹°غربی | ۲۷۷ کیلومتر (۱۷۲ مایل) |                 | [ ۱ ]    |
| ۱۸ نوامبر ۳۲۸  | ۱۱:۰۴:۰۹           | ۹۶         | حلقه‌ای | ۰٫۹۴۲۶ | ۰۳ دقیقه ۳۳ ثانیه | ۷۰°۳۶′جنوبی ۶۶°۰۰′غربی / ۷۰٫۶°جنوبی ۶۶٫۰°غربی   | ۹۵۱ کیلومتر (۵۹۱ مایل) |                 | [ ۱ ]    |
| ۱۶ آوریل ۳۲۹   | ۰۱:۵۱:۱۹           | ۶۳         | جزئی   | ۰٫۶۵۰۰ | —                 | ۶۱°۱۲′جنوبی ۱۰۶°۲۴′غربی / ۶۱٫۲°جنوبی ۱۰۶٫۴°غربی | —                      |                 | [ ۱ ]    |
| ۱۵ مه ۳۲۹      | ۱۳:۱۶:۳۳           | ۱۰۱        | جزئی   | ۰٫۰۴۶۰ | —                 | ۶۲°۵۴′شمالی ۱۲۲°۱۲′غربی / ۶۲٫۹°شمالی ۱۲۲٫۲°غربی | —                      |                 | [ ۱ ]    |
| ۹ اکتبر ۳۲۹    | ۰۸:۳۹:۳۱           | ۶۸         | جزئی   | ۰٫۷۷۶۹ | —                 | ۶۱°۰۰′شمالی ۱۵۵°۵۴′شرقی / ۶۱٫۰°شمالی ۱۵۵٫۹°شرقی | —                      |                 | [ ۱ ]    |
| ۵ آوریل ۳۳۰    | ۰۴:۳۳:۲۷           | ۷۳         | حلقه‌ای | ۰٫۹۴۱۳ | ۰۶ دقیقه ۳۴ ثانیه | ۱۸°۰۶′جنوبی ۱۵۶°۱۸′شرقی / ۱۸٫۱°جنوبی ۱۵۶٫۳°شرقی | ۲۴۱ کیلومتر (۱۵۰ مایل) |                 | [ ۱ ]    |
| ۲۹ سپتامبر ۳۳۰ | ۰۰:۴۰:۱۷           | ۷۸         | کامل   | ۱٫۰۵۴۰ | ۰۴ دقیقه ۱۹ ثانیه | ۲۰°۰۰′شمالی ۱۴۸°۴۸′غربی / ۲۰٫۰°شمالی ۱۴۸٫۸°غربی | ۱۹۶ کیلومتر (۱۲۲ مایل) |                 | [ ۱ ]    |
| ۲۵ مارس ۳۳۱    | ۰۴:۵۲:۱۲           | ۸۳         | حلقه‌ای | ۰٫۹۴۹۳ | ۰۵ دقیقه ۲۸ ثانیه | ۱۶°۰۶′شمالی ۱۳۰°۴۸′شرقی / ۱۶٫۱°شمالی ۱۳۰٫۸°شرقی | ۱۹۳ کیلومتر (۱۲۰ مایل) |                 | [ ۱ ]    |
| ۱۸ سپتامبر ۳۳۱ | ۱۵:۳۳:۰۸           | ۸۸         | کامل   | ۱٫۰۲۲۱ | ۰۱ دقیقه ۵۸ ثانیه | ۱۲°۰۶′جنوبی ۳۲°۰۶′غربی / ۱۲٫۱°جنوبی ۳۲٫۱°غربی   | ۷۸ کیلومتر (۴۸ مایل)   |                 | [ ۱ ]    |
| ۱۳ مارس ۳۳۲    | ۱۰:۰۱:۵۷           | ۹۳         | حلقه‌ای | ۰٫۹۷۷۹ | —                 | ۶۰°۴۲′شمالی ۲۲°۳۰′غربی / ۶۰٫۷°شمالی ۲۲٫۵°غربی   | —                      |                 | [ ۱ ]    |
| ۷ سپتامبر ۳۳۲  | ۰۰:۵۶:۴۵           | ۹۸         | جزئی   | ۰٫۸۸۶۹ | —                 | ۶۰°۵۴′جنوبی ۱۱۷°۰۰′شرقی / ۶۰٫۹°جنوبی ۱۱۷٫۰°شرقی | —                      |                 | [ ۱ ]    |
| ۱ فوریه ۳۳۳    | ۱۲:۳۹:۵۳           | ۶۵         | کامل   | ۱٫۰۳۶۸ | ۰۱ دقیقه ۵۴ ثانیه | ۶۷°۳۶′جنوبی ۱۲۷°۴۲′شرقی / ۶۷٫۶°جنوبی ۱۲۷٫۷°شرقی | ۶۵۵ کیلومتر (۴۰۷ مایل) |                 | [ ۱ ]    |
| ۲۸ ژوئیه ۳۳۳   | ۱۱:۰۹:۴۹           | ۷۰         | جزئی   | ۰٫۸۰۰۷ | —                 | ۶۲°۴۸′شمالی ۱۷۶°۳۶′شرقی / ۶۲٫۸°شمالی ۱۷۶٫۶°شرقی | —                      |                 | [ ۱ ]    |
| ۲۲ ژانویه ۳۳۴  | ۰۴:۳۹:۱۲           | ۷۵         | کامل   | ۱٫۰۴۱۰ | ۰۳ دقیقه ۱۹ ثانیه | ۳۶°۳۰′جنوبی ۱۵۱°۴۲′شرقی / ۳۶٫۵°جنوبی ۱۵۱٫۷°شرقی | ۱۴۴ کیلومتر (۸۹ مایل)  |                 | [ ۱ ]    |
| ۱۷ ژوئیه ۳۳۴   | ۱۳:۲۳:۳۲           | ۸۰         | حلقه‌ای | ۰٫۹۷۵۹ | ۰۲ دقیقه ۲۳ ثانیه | ۳۹°۲۴′شمالی ۱۶°۴۲′شرقی / ۳۹٫۴°شمالی ۱۶٫۷°شرقی   | ۹۱ کیلومتر (۵۷ مایل)   |                 | [ ۱ ]    |
| ۱۱ ژانویه ۳۳۵  | ۱۷:۳۱:۳۰           | ۸۵         | حلقه‌ای | ۰٫۹۹۰۱ | ۰۱ دقیقه ۰۵ ثانیه | ۱°۰۶′شمالی ۵۵°۱۸′غربی / ۱٫۱°شمالی ۵۵٫۳°غربی     | ۳۸ کیلومتر (۲۴ مایل)   |                 | [ ۱ ]    |
| ۶ ژوئیه ۳۳۵    | ۲۲:۳۴:۵۹           | ۹۰         | کامل   | ۱٫۰۳۱۹ | ۰۳ دقیقه ۲۰ ثانیه | ۴°۰۰′جنوبی ۱۳۳°۱۸′غربی / ۴٫۰°جنوبی ۱۳۳٫۳°غربی   | ۱۲۱ کیلومتر (۷۵ مایل)  |                 | [ ۱ ]    |
| ۳۱ دسامبر ۳۳۵  | ۲۳:۲۹:۵۲           | ۹۵         | جزئی   | ۰٫۷۱۲۳ | —                 | ۶۴°۴۲′شمالی ۱۶۵°۰۰′غربی / ۶۴٫۷°شمالی ۱۶۵٫۰°غربی | —                      |                 | [ ۱ ]    |
| ۲۷ مه ۳۳۶      | ۰۷:۲۰:۳۱           | ۶۲         | جزئی   | ۰٫۴۱۰۷ | —                 | ۶۸°۰۶′شمالی ۶۸°۱۸′غربی / ۶۸٫۱°شمالی ۶۸٫۳°غربی   | —                      |                 | [ ۱ ]    |
| ۲۵ ژوئن ۳۳۶    | ۱۳:۵۴:۲۵           | ۱۰۰        | جزئی   | ۰٫۶۷۹۹ | —                 | ۶۵°۲۴′جنوبی ۱۵°۳۶′غربی / ۶۵٫۴°جنوبی ۱۵٫۶°غربی   | —                      |                 | [ ۱ ]    |
| ۲۰ نوامبر ۳۳۶  | ۰۴:۰۰:۳۹           | ۶۷         | جزئی   | ۰٫۵۷۳۲ | —                 | ۶۸°۴۲′جنوبی ۱۲°۳۶′غربی / ۶۸٫۷°جنوبی ۱۲٫۶°غربی   | —                      |                 | [ ۱ ]    |
| ۱۶ مه ۳۳۷      | ۲۳:۵۰:۰۴           | ۷۲         | کامل   | ۱٫۰۴۸۱ | ۰۳ دقیقه ۳۱ ثانیه | ۵۶°۱۲′شمالی ۱۵۷°۴۸′غربی / ۵۶٫۲°شمالی ۱۵۷٫۸°غربی | ۲۰۱ کیلومتر (۱۲۵ مایل) |                 | [ ۱ ]    |
| ۹ نوامبر ۳۳۷   | ۰۷:۲۹:۱۷           | ۷۷         | حلقه‌ای | ۰٫۹۶۹۱ | ۰۲ دقیقه ۵۲ ثانیه | ۴۶°۳۶′جنوبی ۸۷°۰۰′شرقی / ۴۶٫۶°جنوبی ۸۷٫۰°شرقی   | ۱۲۸ کیلومتر (۸۰ مایل)  |                 | [ ۱ ]    |
| ۶ مه ۳۳۸       | ۱۱:۲۲:۰۳           | ۸۲         | حلقه‌ای | ۰٫۹۹۴۹ | ۰۰ دقیقه ۳۵ ثانیه | ۷°۲۴′شمالی ۴۰°۱۲′شرقی / ۷٫۴°شمالی ۴۰٫۲°شرقی     | ۱۸ کیلومتر (۱۱ مایل)   |                 | [ ۱ ]    |
| ۲۹ اکتبر ۳۳۸   | ۱۸:۲۰:۵۴           | ۸۷         | کامل   | ۱٫۰۲۶۶ | ۰۲ دقیقه ۳۹ ثانیه | ۱°۳۶′جنوبی ۶۵°۳۰′غربی / ۱٫۶°جنوبی ۶۵٫۵°غربی     | ۹۲ کیلومتر (۵۷ مایل)   |                 | [ ۱ ]    |
| ۲۵ آوریل ۳۳۹   | ۱۵:۳۵:۱۶           | ۹۲         | حلقه‌ای | ۰٫۹۴۰۹ | ۰۵ دقیقه ۲۴ ثانیه | ۵۷°۰۰′جنوبی ۰°۴۸′شرقی / ۵۷٫۰°جنوبی ۰٫۸°شرقی     | ۷۴۵ کیلومتر (۴۶۳ مایل) |                 | [ ۱ ]    |
| ۱۹ اکتبر ۳۳۹   | ۰۹:۴۴:۴۲           | ۹۷         | کامل   | ۱٫۰۴۲۵ | ۰۳ دقیقه ۰۷ ثانیه | ۴۹°۳۰′شمالی ۸۲°۳۶′شرقی / ۴۹٫۵°شمالی ۸۲٫۶°شرقی   | ۳۰۵ کیلومتر (۱۹۰ مایل) |                 | [ ۱ ]    |
| ۱۵ مارس ۳۴۰    | ۰۰:۵۱:۲۵           | ۶۴         | جزئی   | ۰٫۶۴۴۲ | —                 | ۷۱°۵۴′شمالی ۱۱۶°۰۰′شرقی / ۷۱٫۹°شمالی ۱۱۶٫۰°شرقی | —                      |                 | [ ۱ ]    |
| ۸ سپتامبر ۳۴۰  | ۱۴:۰۰:۳۸           | ۶۹         | جزئی   | ۰٫۷۹۱۲ | —                 | ۷۱°۴۲′جنوبی ۷۳°۳۶′غربی / ۷۱٫۷°جنوبی ۷۳٫۶°غربی   | —                      |                 | [ ۱ ]    |
| ۴ مارس ۳۴۱     | ۰۷:۵۸:۴۳           | ۷۴         | مرکب   | ۱٫۰۰۶۵ | ۰۰ دقیقه ۴۰ ثانیه | ۱۶°۳۶′شمالی ۸۶°۴۲′شرقی / ۱۶٫۶°شمالی ۸۶٫۷°شرقی   | ۲۵ کیلومتر (۱۶ مایل)   |                 | [ ۱ ]    |
| ۲۸ اوت ۳۴۱     | ۲۱:۲۶:۳۲           | ۷۹         | حلقه‌ای | ۰٫۹۵۷۹ | ۰۵ دقیقه ۰۶ ثانیه | ۱۳°۳۰′جنوبی ۱۱۸°۰۶′غربی / ۱۳٫۵°جنوبی ۱۱۸٫۱°غربی | ۱۶۷ کیلومتر (۱۰۴ مایل) |                 | [ ۱ ]    |
| ۲۱ فوریه ۳۴۲   | ۲۱:۳۶:۳۹           | ۸۴         | کامل   | ۱٫۰۵۰۷ | ۰۴ دقیقه ۲۰ ثانیه | ۲۸°۳۶′جنوبی ۱۰۴°۱۸′غربی / ۲۸٫۶°جنوبی ۱۰۴٫۳°غربی | ۱۷۷ کیلومتر (۱۱۰ مایل) |                 | [ ۱ ]    |
| ۱۷ اوت ۳۴۲     | ۲۲:۳۳:۱۴           | ۸۹         | حلقه‌ای | ۰٫۹۳۷۴ | ۰۷ دقیقه ۲۱ ثانیه | ۳۲°۲۴′شمالی ۱۲۲°۱۸′غربی / ۳۲٫۴°شمالی ۱۲۲٫۳°غربی | ۲۴۶ کیلومتر (۱۵۳ مایل) |                 | [ ۱ ]    |
| ۱۱ فوریه ۳۴۳   | ۱۳:۵۱:۴۹           | ۹۴         | جزئی   | ۰٫۹۹۰۹ | —                 | ۷۰°۳۰′جنوبی ۱۴۰°۴۸′شرقی / ۷۰٫۵°جنوبی ۱۴۰٫۸°شرقی | —                      |                 | [ ۱ ]    |
| ۶ اوت ۳۴۳      | ۲۳:۳۵:۱۰           | ۹۹         | جزئی   | ۰٫۸۶۹۵ | —                 | ۶۹°۴۸′شمالی ۳°۰۶′شرقی / ۶۹٫۸°شمالی ۳٫۱°شرقی     | —                      |                 | [ ۱ ]    |
| ۲ ژانویه ۳۴۴   | ۱۴:۴۲:۳۹           | ۶۶         | جزئی   | ۰٫۸۹۶۷ | —                 | ۶۷°۰۰′شمالی ۸°۰۰′غربی / ۶۷٫۰°شمالی ۸٫۰°غربی     | —                      |                 | [ ۱ ]    |
| ۲۶ ژوئن ۳۴۴    | ۲۱:۵۶:۵۰           | ۷۱         | کامل   | ۱٫۰۴۰۵ | ۰۳ دقیقه ۳۲ ثانیه | ۳۸°۱۸′جنوبی ۱۱۵°۳۰′غربی / ۳۸٫۳°جنوبی ۱۱۵٫۵°غربی | ۲۸۶ کیلومتر (۱۷۸ مایل) |                 | [ ۱ ]    |
| ۲۱ دسامبر ۳۴۴  | ۱۸:۳۰:۱۹           | ۷۶         | حلقه‌ای | ۰٫۹۲۵۸ | ۱۰ دقیقه ۳۴ ثانیه | ۱°۳۰′جنوبی ۶۴°۴۸′غربی / ۱٫۵°جنوبی ۶۴٫۸°غربی     | ۳۰۲ کیلومتر (۱۸۸ مایل) |                 | [ ۱ ]    |
| ۱۶ ژوئیه ۳۴۵   | ۱۴:۱۸:۴۸           | ۸۱         | کامل   | ۱٫۰۸۱۱ | ۰۷ دقیقه ۱۷ ثانیه | ۱۷°۰۰′شمالی ۴°۳۰′غربی / ۱۷٫۰°شمالی ۴٫۵°غربی     | ۲۶۳ کیلومتر (۱۶۳ مایل) |                 | [ ۱ ]    |
| ۱۰ دسامبر ۳۴۵  | ۱۷:۳۲:۵۳           | ۸۶         | حلقه‌ای | ۰٫۹۱۹۱ | ۰۹ دقیقه ۱۳ ثانیه | ۴۰°۳۶′جنوبی ۵۷°۵۴′غربی / ۴۰٫۶°جنوبی ۵۷٫۹°غربی   | ۳۲۲ کیلومتر (۲۰۰ مایل) |                 | [ ۱ ]    |
| ۶ ژوئیه ۳۴۶    | ۰۷:۱۷:۱۹           | ۹۱         | کامل   | ۱٫۰۵۸۶ | ۰۳ دقیقه ۵۸ ثانیه | ۶۰°۵۴′شمالی ۸۳°۳۰′شرقی / ۶۰٫۹°شمالی ۸۳٫۵°شرقی   | ۲۵۰ کیلومتر (۱۶۰ مایل) |                 | [ ۱ ]    |
| ۲۹ نوامبر ۳۴۶  | ۱۹:۲۵:۱۲           | ۹۶         | حلقه‌ای | ۰٫۹۴۴۹ | ۰۳ دقیقه ۲۳ ثانیه | ۷۴°۰۶′جنوبی ۱۶۰°۳۶′شرقی / ۷۴٫۱°جنوبی ۱۶۰٫۶°شرقی | ۸۲۵ کیلومتر (۵۱۳ مایل) |                 | [ ۱ ]    |
| ۲۷ آوریل ۳۴۷   | ۰۸:۴۷:۴۰           | ۶۳         | جزئی   | ۰٫۵۱۸۳ | —                 | ۶۱°۳۶′جنوبی ۱۳۹°۵۴′شرقی / ۶۱٫۶°جنوبی ۱۳۹٫۹°شرقی | —                      |                 | [ ۱ ]    |
| ۲۶ مه ۳۴۷      | ۲۰:۱۵:۲۴           | ۱۰۱        | جزئی   | ۰٫۱۷۵۳ | —                 | ۶۳°۳۶′شمالی ۱۲۳°۰۶′شرقی / ۶۳٫۶°شمالی ۱۲۳٫۱°شرقی | —                      |                 | [ ۱ ]    |
| ۲۰ اکتبر ۳۴۷   | ۱۷:۱۲:۰۸           | ۶۸         | جزئی   | ۰٫۷۵۰۴ | —                 | ۶۱°۲۴′شمالی ۱۸°۱۸′شرقی / ۶۱٫۴°شمالی ۱۸٫۳°شرقی   | —                      |                 | [ ۱ ]    |
| ۱۵ آوریل ۳۴۸   | ۱۱:۱۵:۴۴           | ۷۳         | حلقه‌ای | ۰٫۹۴۲۴ | ۰۶ دقیقه ۳۵ ثانیه | ۱۸°۴۸′جنوبی ۵۵°۳۶′شرقی / ۱۸٫۸°جنوبی ۵۵٫۶°شرقی   | ۲۴۷ کیلومتر (۱۵۳ مایل) |                 | [ ۱ ]    |
| ۹ اکتبر ۳۴۸    | ۰۹:۰۸:۳۸           | ۷۸         | کامل   | ۱٫۰۵۰۱ | ۰۴ دقیقه ۰۷ ثانیه | ۱۷°۱۲′شمالی ۸۲°۴۸′شرقی / ۱۷٫۲°شمالی ۸۲٫۸°شرقی   | ۱۸۵ کیلومتر (۱۱۵ مایل) |                 | [ ۱ ]    |
| ۴ آوریل ۳۴۹    | ۱۱:۴۸:۳۲           | ۸۳         | حلقه‌ای | ۰٫۹۵۴۲ | ۰۴ دقیقه ۵۴ ثانیه | ۱۷°۰۰′شمالی ۲۷°۰۰′شرقی / ۱۷٫۰°شمالی ۲۷٫۰°شرقی   | ۱۷۱ کیلومتر (۱۰۶ مایل) |                 | [ ۱ ]    |
| ۲۸ سپتامبر ۳۴۹ | ۲۳:۴۱:۰۳           | ۸۸         | مرکب   | ۱٫۰۱۶۳ | ۰۱ دقیقه ۲۷ ثانیه | ۱۵°۰۰′جنوبی ۱۵۴°۵۴′غربی / ۱۵٫۰°جنوبی ۱۵۴٫۹°غربی | ۵۷ کیلومتر (۳۵ مایل)   |                 | [ ۱ ]    |
| ۲۴ مارس ۳۵۰    | ۱۷:۳۳:۰۴           | ۹۳         | حلقه‌ای | ۰٫۹۸۹۰ | ۰۰ دقیقه ۴۵ ثانیه | ۵۷°۱۸′شمالی ۱۱۰°۴۸′غربی / ۵۷٫۳°شمالی ۱۱۰٫۸°غربی | ۱۲۴ کیلومتر (۷۷ مایل)  |                 | [ ۱ ]    |
| ۱۸ سپتامبر ۳۵۰ | ۰۸:۳۰:۵۱           | ۹۸         | حلقه‌ای | ۰٫۹۴۹۳ | —                 | ۶۰°۴۸′جنوبی ۶°۰۰′غربی / ۶۰٫۸°جنوبی ۶٫۰°غربی     | —                      |                 | [ ۱ ]    |
| ۱۲ فوریه ۳۵۱   | ۲۱:۰۶:۴۵           | ۶۵         | کامل   | ۱٫۰۱۰۲ | —                 | ۶۱°۴۲′جنوبی ۱۳°۳۶′شرقی / ۶۱٫۷°جنوبی ۱۳٫۶°شرقی   | —                      |                 | [ ۱ ]    |
| ۸ اوت ۳۵۱      | ۱۷:۵۲:۲۱           | ۷۰         | جزئی   | ۰٫۶۸۲۱ | —                 | ۶۲°۰۶′شمالی ۶۶°۱۲′شرقی / ۶۲٫۱°شمالی ۶۶٫۲°شرقی   | —                      |                 | [ ۱ ]    |
| ۲ فوریه ۳۵۲    | ۱۳:۱۰:۵۲           | ۷۵         | کامل   | ۱٫۰۴۱۷ | ۰۳ دقیقه ۲۱ ثانیه | ۳۴°۱۲′جنوبی ۲۴°۵۴′شرقی / ۳۴٫۲°جنوبی ۲۴٫۹°شرقی   | ۱۴۷ کیلومتر (۹۱ مایل)  |                 | [ ۱ ]    |
| ۲۷ ژوئیه ۳۵۲   | ۲۰:۱۸:۵۷           | ۸۰         | حلقه‌ای | ۰٫۹۷۶۳ | ۰۲ دقیقه ۱۵ ثانیه | ۴۰°۴۲′شمالی ۸۴°۱۲′غربی / ۴۰٫۷°شمالی ۸۴٫۲°غربی   | ۹۱ کیلومتر (۵۷ مایل)   |                 | [ ۱ ]    |
| ۲۲ ژانویه ۳۵۳  | ۰۱:۵۳:۰۳           | ۸۵         | حلقه‌ای | ۰٫۹۸۹۴ | ۰۱ دقیقه ۰۹ ثانیه | ۲°۰۶′شمالی ۱۷۸°۰۰′شرقی / ۲٫۱°شمالی ۱۷۸٫۰°شرقی   | ۴۰ کیلومتر (۲۵ مایل)   |                 | [ ۱ ]    |
| ۱۷ ژوئیه ۳۵۳   | ۰۵:۵۳:۱۵           | ۹۰         | کامل   | ۱٫۰۳۴۱ | ۰۳ دقیقه ۲۷ ثانیه | ۰°۳۶′جنوبی ۱۱۶°۰۰′شرقی / ۰٫۶°جنوبی ۱۱۶٫۰°شرقی   | ۱۲۴ کیلومتر (۷۷ مایل)  |                 | [ ۱ ]    |
| ۱۱ ژانویه ۳۵۴  | ۰۷:۳۳:۱۰           | ۹۵         | جزئی   | ۰٫۷۲۶۶ | —                 | ۶۳°۴۸′شمالی ۶۳°۴۸′شرقی / ۶۳٫۸°شمالی ۶۳٫۸°شرقی   | —                      |                 | [ ۱ ]    |
| ۷ ژوئن ۳۵۴     | ۱۴:۴۶:۵۶           | ۶۲         | جزئی   | ۰٫۲۷۰۴ | —                 | ۶۷°۰۶′شمالی ۱۶۸°۱۸′شرقی / ۶۷٫۱°شمالی ۱۶۸٫۳°شرقی | —                      |                 | [ ۱ ]    |
| ۶ ژوئیه ۳۵۴    | ۲۱:۲۳:۳۸           | ۱۰۰        | جزئی   | ۰٫۸۱۷۸ | —                 | ۶۴°۳۰′جنوبی ۱۳۸°۳۶′غربی / ۶۴٫۵°جنوبی ۱۳۸٫۶°غربی | —                      |                 | [ ۱ ]    |
| ۱ دسامبر ۳۵۴   | ۱۲:۰۷:۰۶           | ۶۷         | جزئی   | ۰٫۵۶۸۶ | —                 | ۶۷°۴۲′جنوبی ۱۴۶°۳۰′غربی / ۶۷٫۷°جنوبی ۱۴۶٫۵°غربی | —                      |                 | [ ۱ ]    |
| ۲۸ مه ۳۵۵      | ۰۷:۰۵:۳۸           | ۷۲         | کامل   | ۱٫۰۴۴۶ | ۰۳ دقیقه ۰۴ ثانیه | ۶۴°۳۶′شمالی ۹۴°۳۰′شرقی / ۶۴٫۶°شمالی ۹۴٫۵°شرقی   | ۲۰۴ کیلومتر (۱۲۷ مایل) |                 | [ ۱ ]    |
| ۲۰ نوامبر ۳۵۵  | ۱۵:۵۵:۱۴           | ۷۷         | حلقه‌ای | ۰٫۹۷۰۸ | ۰۲ دقیقه ۳۸ ثانیه | ۴۹°۵۴′جنوبی ۳۷°۲۴′غربی / ۴۹٫۹°جنوبی ۳۷٫۴°غربی   | ۱۲۱ کیلومتر (۷۵ مایل)  |                 | [ ۱ ]    |
| ۱۶ مه ۳۵۶      | ۱۸:۱۴:۲۷           | ۸۲         | حلقه‌ای | ۰٫۹۹۲۹ | ۰۰ دقیقه ۴۹ ثانیه | ۱۴°۴۲′شمالی ۶۵°۰۰′غربی / ۱۴٫۷°شمالی ۶۵٫۰°غربی   | ۲۵ کیلومتر (۱۶ مایل)   |                 | [ ۱ ]    |
| ۹ نوامبر ۳۵۶   | ۰۳:۰۲:۱۸           | ۸۷         | کامل   | ۱٫۰۲۷۲ | ۰۲ دقیقه ۴۴ ثانیه | ۵°۱۸′جنوبی ۱۶۲°۵۴′شرقی / ۵٫۳°جنوبی ۱۶۲٫۹°شرقی   | ۹۴ کیلومتر (۵۸ مایل)   |                 | [ ۱ ]    |
| ۵ مه ۳۵۷       | ۲۲:۰۷:۳۶           | ۹۲         | حلقه‌ای | ۰٫۹۴۴۰ | ۰۵ دقیقه ۵۸ ثانیه | ۴۳°۳۶′جنوبی ۱۰۹°۵۴′غربی / ۴۳٫۶°جنوبی ۱۰۹٫۹°غربی | ۴۲۷ کیلومتر (۲۶۵ مایل) |                 | [ ۱ ]    |
| ۲۹ اکتبر ۳۵۷   | ۱۸:۲۶:۴۲           | ۹۷         | کامل   | ۱٫۰۴۰۶ | ۰۳ دقیقه ۰۷ ثانیه | ۴۵°۱۸′شمالی ۵۳°۴۲′غربی / ۴۵٫۳°شمالی ۵۳٫۷°غربی   | ۲۸۰ کیلومتر (۱۷۰ مایل) |                 | [ ۱ ]    |
| ۲۶ مارس ۳۵۸    | ۰۸:۰۲:۳۷           | ۶۴         | جزئی   | ۰٫۵۵۷۴ | —                 | ۷۱°۵۴′شمالی ۶°۳۶′غربی / ۷۱٫۹°شمالی ۶٫۶°غربی     | —                      |                 | [ ۱ ]    |
| ۱۹ سپتامبر ۳۵۸ | ۲۱:۵۳:۵۸           | ۶۹         | جزئی   | ۰٫۷۱۹۸ | —                 | ۷۱°۵۴′جنوبی ۱۵۳°۱۲′شرقی / ۷۱٫۹°جنوبی ۱۵۳٫۲°شرقی | —                      |                 | [ ۱ ]    |
| ۱۵ مارس ۳۵۹    | ۱۵:۴۴:۴۱           | ۷۴         | مرکب   | ۱٫۰۱۲۶ | ۰۱ دقیقه ۱۳ ثانیه | ۲۳°۱۲′شمالی ۳۲°۴۸′غربی / ۲۳٫۲°شمالی ۳۲٫۸°غربی   | ۴۸ کیلومتر (۳۰ مایل)   |                 | [ ۱ ]    |
| ۹ سپتامبر ۳۵۹  | ۰۴:۴۵:۳۴           | ۷۹         | حلقه‌ای | ۰٫۹۵۲۰ | ۰۵ دقیقه ۳۸ ثانیه | ۲۰°۲۴′جنوبی ۱۲۸°۵۴′شرقی / ۲۰٫۴°جنوبی ۱۲۸٫۹°شرقی | ۱۹۶ کیلومتر (۱۲۲ مایل) |                 | [ ۱ ]    |
| ۴ مارس ۳۶۰     | ۰۵:۴۷:۱۵           | ۸۴         | کامل   | ۱٫۰۵۵۷ | ۰۴ دقیقه ۵۰ ثانیه | ۲۲°۲۴′جنوبی ۱۳۱°۱۲′شرقی / ۲۲٫۴°جنوبی ۱۳۱٫۲°شرقی | ۱۹۲ کیلومتر (۱۱۹ مایل) |                 | [ ۱ ]    |
| ۲۸ اوت ۳۶۰     | ۰۵:۳۰:۱۴           | ۸۹         | حلقه‌ای | ۰٫۹۳۴۸ | ۰۷ دقیقه ۵۹ ثانیه | ۲۵°۰۶′شمالی ۱۳۱°۳۰′شرقی / ۲۵٫۱°شمالی ۱۳۱٫۵°شرقی | ۲۵۲ کیلومتر (۱۵۷ مایل) |                 | [ ۱ ]    |
| ۲۱ فوریه ۳۶۱   | ۲۲:۱۲:۱۴           | ۹۴         | کامل   | ۱٫۰۳۹۵ | ۰۲ دقیقه ۰۷ ثانیه | ۷۴°۱۸′جنوبی ۲۶°۴۲′غربی / ۷۴٫۳°جنوبی ۲۶٫۷°غربی   | ۸۵۳ کیلومتر (۵۳۰ مایل) |                 | [ ۱ ]    |
| ۱۷ اوت ۳۶۱     | ۰۶:۳۸:۴۸           | ۹۹         | حلقه‌ای | ۰٫۹۴۸۱ | ۰۳ دقیقه ۱۲ ثانیه | ۷۳°۴۸′شمالی ۱۲۸°۰۰′غربی / ۷۳٫۸°شمالی ۱۲۸٫۰°غربی | —                      |                 | [ ۱ ]    |
| ۱۲ ژانویه ۳۶۲  | ۲۳:۰۲:۱۰           | ۶۶         | جزئی   | ۰٫۸۷۴۳ | —                 | ۶۸°۰۰′شمالی ۱۴۴°۴۲′غربی / ۶۸٫۰°شمالی ۱۴۴٫۷°غربی | —                      |                 | [ ۱ ]    |
| ۸ ژوئیه ۳۶۲    | ۰۵:۱۷:۵۷           | ۷۱         | کامل   | ۱٫۰۳۹۳ | ۰۳ دقیقه ۰۷ ثانیه | ۴۹°۱۲′جنوبی ۱۲۸°۴۲′شرقی / ۴۹٫۲°جنوبی ۱۲۸٫۷°شرقی | ۴۲۱ کیلومتر (۲۶۲ مایل) |                 | [ ۱ ]    |
| ۲ ژانویه ۳۶۳   | ۰۲:۳۲:۵۸           | ۷۶         | حلقه‌ای | ۰٫۹۲۵۴ | ۱۰ دقیقه ۴۴ ثانیه | ۰°۱۸′جنوبی ۱۷۳°۱۸′شرقی / ۰٫۳°جنوبی ۱۷۳٫۳°شرقی   | ۳۰۵ کیلومتر (۱۹۰ مایل) |                 | [ ۱ ]    |
| ۲۷ ژوئن ۳۶۳    | ۲۱:۴۶:۲۹           | ۸۱         | کامل   | ۱٫۰۸۰۴ | ۰۷ دقیقه ۲۴ ثانیه | ۱۲°۴۲′شمالی ۱۱۶°۴۸′غربی / ۱۲٫۷°شمالی ۱۱۶٫۸°غربی | ۲۶۴ کیلومتر (۱۶۴ مایل) |                 | [ ۱ ]    |
| ۲۲ دسامبر ۳۶۳  | ۰۱:۳۵:۱۷           | ۸۶         | حلقه‌ای | ۰٫۹۲۰۷ | ۰۹ دقیقه ۰۸ ثانیه | ۴۰°۴۸′جنوبی ۱۷۵°۵۴′غربی / ۴۰٫۸°جنوبی ۱۷۵٫۹°غربی | ۳۱۵ کیلومتر (۱۹۶ مایل) |                 | [ ۱ ]    |
| ۱۶ ژوئن ۳۶۴    | ۱۴:۳۶:۱۲           | ۹۱         | کامل   | ۱٫۰۵۶۶ | ۰۴ دقیقه ۰۲ ثانیه | ۵۷°۲۴′شمالی ۱۸°۳۶′غربی / ۵۷٫۴°شمالی ۱۸٫۶°غربی   | ۲۲۶ کیلومتر (۱۴۰ مایل) |                 | [ ۱ ]    |
| ۱۰ دسامبر ۳۶۴  | ۰۳:۴۷:۳۳           | ۹۶         | حلقه‌ای | ۰٫۹۴۷۹ | ۰۳ دقیقه ۱۱ ثانیه | ۷۷°۴۲′جنوبی ۲۴°۱۸′شرقی / ۷۷٫۷°جنوبی ۲۴٫۳°شرقی   | ۷۲۱ کیلومتر (۴۴۸ مایل) |                 | [ ۱ ]    |
| ۷ مه ۳۶۵       | ۱۵:۳۵:۴۲           | ۶۳         | جزئی   | ۰٫۳۷۷۲ | —                 | ۶۲°۱۲′جنوبی ۲۸°۱۲′شرقی / ۶۲٫۲°جنوبی ۲۸٫۲°شرقی   | —                      |                 | [ ۱ ]    |
| ۶ ژوئن ۳۶۵     | ۰۳:۱۰:۳۱           | ۱۰۱        | جزئی   | ۰٫۳۰۸۴ | —                 | ۶۴°۲۴′شمالی ۹°۰۰′شرقی / ۶۴٫۴°شمالی ۹٫۰°شرقی     | —                      |                 | [ ۱ ]    |
| ۳۱ اکتبر ۳۶۵   | ۰۱:۵۲:۱۶           | ۶۸         | جزئی   | ۰٫۷۳۴۷ | —                 | ۶۱°۵۴′شمالی ۱۲۱°۲۴′غربی / ۶۱٫۹°شمالی ۱۲۱٫۴°غربی | —                      |                 | [ ۱ ]    |
| ۲۶ آوریل ۳۶۶   | ۱۷:۵۰:۱۸           | ۷۳         | حلقه‌ای | ۰٫۹۴۳۰ | ۰۶ دقیقه ۳۸ ثانیه | ۲۰°۳۶′جنوبی ۴۳°۱۸′غربی / ۲۰٫۶°جنوبی ۴۳٫۳°غربی   | ۲۶۰ کیلومتر (۱۶۰ مایل) |                 | [ ۱ ]    |
| ۲۰ اکتبر ۳۶۶   | ۱۷:۴۳:۳۰           | ۷۸         | کامل   | ۱٫۰۴۶۴ | ۰۳ دقیقه ۵۶ ثانیه | ۱۴°۲۴′شمالی ۴۷°۳۰′غربی / ۱۴٫۴°شمالی ۴۷٫۵°غربی   | ۱۷۳ کیلومتر (۱۰۷ مایل) |                 | [ ۱ ]    |
| ۱۵ آوریل ۳۶۷   | ۱۸:۳۸:۲۶           | ۸۳         | حلقه‌ای | ۰٫۹۵۹۰ | ۰۴ دقیقه ۲۴ ثانیه | ۱۷°۳۰′شمالی ۷۴°۵۴′غربی / ۱۷٫۵°شمالی ۷۴٫۹°غربی   | ۱۵۰ کیلومتر (۹۳ مایل)  |                 | [ ۱ ]    |
| ۱۰ اکتبر ۳۶۷   | ۰۷:۵۵:۴۹           | ۸۸         | مرکب   | ۱٫۰۱۰۵ | ۰۰ دقیقه ۵۷ ثانیه | ۱۸°۱۸′جنوبی ۸۰°۴۲′شرقی / ۱۸٫۳°جنوبی ۸۰٫۷°شرقی   | ۳۷ کیلومتر (۲۳ مایل)   |                 | [ ۱ ]    |
| ۴ آوریل ۳۶۸    | ۰۰:۵۶:۱۷           | ۹۳         | حلقه‌ای | ۰٫۹۹۷۷ | ۰۰ دقیقه ۱۰ ثانیه | ۵۵°۴۸′شمالی ۱۴۶°۳۶′شرقی / ۵۵٫۸°شمالی ۱۴۶٫۶°شرقی | ۱۷ کیلومتر (۱۱ مایل)   |                 | [ ۱ ]    |
| ۲۸ سپتامبر ۳۶۸ | ۱۶:۱۳:۰۳           | ۹۸         | حلقه‌ای | ۰٫۹۴۵۹ | ۰۳ دقیقه ۴۷ ثانیه | ۶۰°۱۲′جنوبی ۱۱۰°۱۸′غربی / ۶۰٫۲°جنوبی ۱۱۰٫۳°غربی | —                      |                 | [ ۱ ]    |
| ۲۳ فوریه ۳۶۹   | ۰۵:۲۶:۳۳           | ۶۵         | جزئی   | ۰٫۹۵۸۳ | —                 | ۶۱°۱۲′جنوبی ۱۲۰°۵۴′غربی / ۶۱٫۲°جنوبی ۱۲۰٫۹°غربی | —                      |                 | [ ۱ ]    |
| ۱۹ اوت ۳۶۹     | ۰۰:۴۳:۱۴           | ۷۰         | جزئی   | ۰٫۵۷۵۸ | —                 | ۶۱°۳۰′شمالی ۴۶°۱۲′غربی / ۶۱٫۵°شمالی ۴۶٫۲°غربی   | —                      |                 | [ ۱ ]    |
| ۱۲ فوریه ۳۷۰   | ۲۱:۳۶:۰۲           | ۷۵         | کامل   | ۱٫۰۴۲۵ | ۰۳ دقیقه ۲۳ ثانیه | ۳۱°۳۶′جنوبی ۱۰۰°۴۲′غربی / ۳۱٫۶°جنوبی ۱۰۰٫۷°غربی | ۱۵۱ کیلومتر (۹۴ مایل)  |                 | [ ۱ ]    |
| ۸ اوت ۳۷۰      | ۰۳:۲۲:۴۸           | ۸۰         | حلقه‌ای | ۰٫۹۷۶۵ | ۰۲ دقیقه ۰۹ ثانیه | ۴۱°۰۰′شمالی ۱۷۲°۳۶′شرقی / ۴۱٫۰°شمالی ۱۷۲٫۶°شرقی | ۹۴ کیلومتر (۵۸ مایل)   |                 | [ ۱ ]    |
| ۲ فوریه ۳۷۱    | ۱۰:۰۸:۴۲           | ۸۵         | حلقه‌ای | ۰٫۹۸۸۹ | ۰۱ دقیقه ۱۰ ثانیه | ۳°۴۲′شمالی ۵۲°۴۸′شرقی / ۳٫۷°شمالی ۵۲٫۸°شرقی     | ۴۲ کیلومتر (۲۶ مایل)   |                 | [ ۱ ]    |
| ۲۸ ژوئیه ۳۷۱   | ۱۳:۱۶:۴۷           | ۹۰         | کامل   | ۱٫۰۳۵۷ | ۰۳ دقیقه ۳۰ ثانیه | ۱°۳۶′شمالی ۴°۳۰′شرقی / ۱٫۶°شمالی ۴٫۵°شرقی       | ۱۲۶ کیلومتر (۷۸ مایل)  |                 | [ ۱ ]    |
| ۲۲ ژانویه ۳۷۲  | ۱۵:۳۱:۲۱           | ۹۵         | جزئی   | ۰٫۷۴۷۳ | —                 | ۶۲°۵۴′شمالی ۶۵°۴۸′غربی / ۶۲٫۹°شمالی ۶۵٫۸°غربی   | —                      |                 | [ ۱ ]    |
| ۱۷ ژوئن ۳۷۲    | ۲۲:۱۳:۲۵           | ۶۲         | جزئی   | ۰٫۱۳۰۵ | —                 | ۶۶°۰۶′شمالی ۴۵°۱۸′شرقی / ۶۶٫۱°شمالی ۴۵٫۳°شرقی   | —                      |                 | [ ۱ ]    |
| ۱۷ ژوئیه ۳۷۲   | ۰۴:۵۶:۵۶           | ۱۰۰        | جزئی   | ۰٫۹۴۹۷ | —                 | ۶۳°۳۶′جنوبی ۹۷°۴۲′شرقی / ۶۳٫۶°جنوبی ۹۷٫۷°شرقی   | —                      |                 | [ ۱ ]    |
| ۱۱ دسامبر ۳۷۲  | ۲۰:۱۴:۰۰           | ۶۷         | جزئی   | ۰٫۵۶۴۱ | —                 | ۶۶°۳۶′جنوبی ۸۰°۱۲′شرقی / ۶۶٫۶°جنوبی ۸۰٫۲°شرقی   | —                      |                 | [ ۱ ]    |
| ۷ ژوئن ۳۷۳     | ۱۴:۲۰:۱۶           | ۷۲         | کامل   | ۱٫۰۴۰۱ | ۰۲ دقیقه ۳۶ ثانیه | ۷۲°۴۲′شمالی ۸°۰۰′غربی / ۷۲٫۷°شمالی ۸٫۰°غربی     | ۲۰۸ کیلومتر (۱۲۹ مایل) |                 | [ ۱ ]    |
| ۱ دسامبر ۳۷۳   | ۰۰:۲۳:۴۳           | ۷۷         | حلقه‌ای | ۰٫۹۷۳۲ | ۰۲ دقیقه ۲۲ ثانیه | ۵۲°۱۸′جنوبی ۱۶۱°۰۶′غربی / ۵۲٫۳°جنوبی ۱۶۱٫۱°غربی | ۱۱۱ کیلومتر (۶۹ مایل)  |                 | [ ۱ ]    |
| ۲۸ مه ۳۷۴      | ۰۱:۰۴:۰۳           | ۸۲         | حلقه‌ای | ۰٫۹۹۰۳ | ۰۱ دقیقه ۰۶ ثانیه | ۲۱°۲۴′شمالی ۱۶۸°۴۲′غربی / ۲۱٫۴°شمالی ۱۶۸٫۷°غربی | ۳۴ کیلومتر (۲۱ مایل)   |                 | [ ۱ ]    |
| ۲۰ نوامبر ۳۷۴  | ۱۱:۴۶:۵۴           | ۸۷         | کامل   | ۱٫۰۲۸۳ | ۰۲ دقیقه ۵۱ ثانیه | ۸°۱۸′جنوبی ۳۰°۴۸′شرقی / ۸٫۳°جنوبی ۳۰٫۸°شرقی     | ۹۸ کیلومتر (۶۱ مایل)   |                 | [ ۱ ]    |
| ۱۷ مه ۳۷۵      | ۰۴:۳۵:۳۶           | ۹۲         | حلقه‌ای | ۰٫۹۴۵۹ | ۰۶ دقیقه ۲۶ ثانیه | ۳۲°۵۴′جنوبی ۱۴۶°۰۰′شرقی / ۳۲٫۹°جنوبی ۱۴۶٫۰°شرقی | ۳۲۷ کیلومتر (۲۰۳ مایل) |                 | [ ۱ ]    |
| ۱۰ نوامبر ۳۷۵  | ۰۳:۱۳:۲۳           | ۹۷         | کامل   | ۱٫۰۳۸۸ | ۰۳ دقیقه ۰۷ ثانیه | ۴۲°۰۰′شمالی ۱۶۹°۳۰′شرقی / ۴۲٫۰°شمالی ۱۶۹٫۵°شرقی | ۲۶۲ کیلومتر (۱۶۳ مایل) |                 | [ ۱ ]    |
| ۵ آوریل ۳۷۶    | ۱۵:۰۵:۰۴           | ۶۴         | جزئی   | ۰٫۴۵۶۷ | —                 | ۷۱°۳۶′شمالی ۱۲۶°۵۴′غربی / ۷۱٫۶°شمالی ۱۲۶٫۹°غربی | —                      |                 | [ ۱ ]    |
| ۵ مه ۳۷۶       | ۰۵:۰۹:۳۴           | ۱۰۲        | جزئی   | ۰٫۰۴۸۷ | —                 | ۶۹°۵۴′جنوبی ۱۶۶°۰۶′شرقی / ۶۹٫۹°جنوبی ۱۶۶٫۱°شرقی | —                      |                 | [ ۱ ]    |
| ۳۰ سپتامبر ۳۷۶ | ۰۵:۵۵:۵۰           | ۶۹         | جزئی   | ۰٫۶۶۳۳ | —                 | ۷۱°۵۴′جنوبی ۱۷°۴۸′شرقی / ۷۱٫۹°جنوبی ۱۷٫۸°شرقی   | —                      |                 | [ ۱ ]    |
| ۲۵ مارس ۳۷۷    | ۲۳:۲۲:۲۳           | ۷۴         | کامل   | ۱٫۰۱۸۴ | ۰۱ دقیقه ۴۱ ثانیه | ۳۰°۲۴′شمالی ۱۵۰°۳۶′غربی / ۳۰٫۴°شمالی ۱۵۰٫۶°غربی | ۷۲ کیلومتر (۴۵ مایل)   |                 | [ ۱ ]    |
| ۱۹ سپتامبر ۳۷۷ | ۱۲:۱۳:۴۸           | ۷۹         | حلقه‌ای | ۰٫۹۴۶۴ | ۰۶ دقیقه ۰۵ ثانیه | ۲۷°۰۶′جنوبی ۱۳°۴۸′شرقی / ۲۷٫۱°جنوبی ۱۳٫۸°شرقی   | ۲۲۵ کیلومتر (۱۴۰ مایل) |                 | [ ۱ ]    |
| ۱۵ مارس ۳۷۸    | ۱۳:۵۰:۰۱           | ۸۴         | کامل   | ۱٫۰۶۰۶ | ۰۵ دقیقه ۲۱ ثانیه | ۱۵°۳۶′جنوبی ۸°۰۶′شرقی / ۱۵٫۶°جنوبی ۸٫۱°شرقی     | ۲۰۵ کیلومتر (۱۲۷ مایل) |                 | [ ۱ ]    |
| ۸ سپتامبر ۳۷۸  | ۱۲:۳۷:۱۹           | ۸۹         | حلقه‌ای | ۰٫۹۳۲۲ | ۰۸ دقیقه ۳۵ ثانیه | ۱۸°۰۰′شمالی ۲۲°۳۰′شرقی / ۱۸٫۰°شمالی ۲۲٫۵°شرقی   | ۲۵۹ کیلومتر (۱۶۱ مایل) |                 | [ ۱ ]    |
| ۵ مارس ۳۷۹     | ۰۶:۲۴:۲۴           | ۹۴         | کامل   | ۱٫۰۴۳۸ | ۰۲ دقیقه ۳۵ ثانیه | ۶۹°۴۲′جنوبی ۱۷۰°۴۸′شرقی / ۶۹٫۷°جنوبی ۱۷۰٫۸°شرقی | ۴۹۱ کیلومتر (۳۰۵ مایل) |                 | [ ۱ ]    |
| ۲۸ اوت ۳۷۹     | ۱۳:۵۱:۲۴           | ۹۹         | حلقه‌ای | ۰٫۹۵۱۷ | ۰۳ دقیقه ۲۸ ثانیه | ۷۱°۴۲′شمالی ۵۵°۱۲′شرقی / ۷۱٫۷°شمالی ۵۵٫۲°شرقی   | ۵۱۱ کیلومتر (۳۱۸ مایل) |                 | [ ۱ ]    |
| ۲۴ ژانویه ۳۸۰  | ۰۷:۱۶:۴۱           | ۶۶         | جزئی   | ۰٫۸۴۶۴ | —                 | ۶۹°۰۶′شمالی ۷۹°۱۸′شرقی / ۶۹٫۱°شمالی ۷۹٫۳°شرقی   | —                      |                 | [ ۱ ]    |
| ۱۸ ژوئیه ۳۸۰   | ۱۲:۴۳:۱۵           | ۷۱         | جزئی   | ۰٫۹۸۶۹ | —                 | ۶۸°۱۲′جنوبی ۴°۱۸′شرقی / ۶۸٫۲°جنوبی ۴٫۳°شرقی     | —                      |                 | [ ۱ ]    |
| ۱۲ ژانویه ۳۸۱  | ۱۰:۳۰:۵۵           | ۷۶         | حلقه‌ای | ۰٫۹۲۵۶ | ۱۰ دقیقه ۴۰ ثانیه | ۱°۵۴′شمالی ۵۲°۱۸′شرقی / ۱٫۹°شمالی ۵۲٫۳°شرقی     | ۳۰۵ کیلومتر (۱۹۰ مایل) |                 | [ ۱ ]    |
| ۸ ژوئیه ۳۸۱    | ۰۵:۱۷:۰۹           | ۸۱         | کامل   | ۱٫۰۷۸۸ | ۰۷ دقیقه ۲۲ ثانیه | ۷°۳۶′شمالی ۱۲۹°۲۴′شرقی / ۷٫۶°شمالی ۱۲۹٫۴°شرقی   | ۲۶۴ کیلومتر (۱۶۴ مایل) |                 | [ ۱ ]    |
| ۱ ژانویه ۳۸۲   | ۰۹:۳۶:۳۳           | ۸۶         | حلقه‌ای | ۰٫۹۲۲۸ | ۰۸ دقیقه ۵۹ ثانیه | ۳۹°۵۴′جنوبی ۶۶°۱۲′شرقی / ۳۹٫۹°جنوبی ۶۶٫۲°شرقی   | ۳۰۵ کیلومتر (۱۹۰ مایل) |                 | [ ۱ ]    |
| ۲۷ ژوئن ۳۸۲    | ۲۱:۵۵:۳۷           | ۹۱         | کامل   | ۱٫۰۵۳۸ | ۰۴ دقیقه ۰۳ ثانیه | ۵۲°۵۴′شمالی ۱۲۳°۰۶′غربی / ۵۲٫۹°شمالی ۱۲۳٫۱°غربی | ۲۰۴ کیلومتر (۱۲۷ مایل) |                 | [ ۱ ]    |
| ۲۱ دسامبر ۳۸۲  | ۱۲:۱۰:۵۵           | ۹۶         | حلقه‌ای | ۰٫۹۵۱۳ | ۰۲ دقیقه ۵۸ ثانیه | ۸۱°۲۴′جنوبی ۱۱۷°۳۶′غربی / ۸۱٫۴°جنوبی ۱۱۷٫۶°غربی | ۶۲۸ کیلومتر (۳۹۰ مایل) |                 | [ ۱ ]    |
| ۱۸ مه ۳۸۳      | ۲۲:۱۹:۰۹           | ۶۳         | جزئی   | ۰٫۲۳۲۳ | —                 | ۶۳°۰۰′جنوبی ۸۲°۳۶′غربی / ۶۳٫۰°جنوبی ۸۲٫۶°غربی   | —                      |                 | [ ۱ ]    |
| ۱۷ ژوئن ۳۸۳    | ۱۰:۰۴:۰۴           | ۱۰۱        | جزئی   | ۰٫۴۴۱۸ | —                 | ۶۵°۱۸′شمالی ۱۰۵°۰۰′غربی / ۶۵٫۳°شمالی ۱۰۵٫۰°غربی | —                      |                 | [ ۱ ]    |
| ۱۱ نوامبر ۳۸۳  | ۱۰:۳۷:۱۳           | ۶۸         | جزئی   | ۰٫۷۲۴۹ | —                 | ۶۲°۳۰′شمالی ۹۷°۴۲′شرقی / ۶۲٫۵°شمالی ۹۷٫۷°شرقی   | —                      |                 | [ ۱ ]    |
| ۷ مه ۳۸۴       | ۰۰:۱۸:۵۵           | ۷۳         | حلقه‌ای | ۰٫۹۴۳۲ | ۰۶ دقیقه ۴۲ ثانیه | ۲۴°۰۰′جنوبی ۱۴۰°۵۴′غربی / ۲۴٫۰°جنوبی ۱۴۰٫۹°غربی | ۲۸۴ کیلومتر (۱۷۶ مایل) |                 | [ ۱ ]    |
| ۳۱ اکتبر ۳۸۴   | ۰۲:۲۴:۱۷           | ۷۸         | کامل   | ۱٫۰۴۳۱ | ۰۳ دقیقه ۴۷ ثانیه | ۱۱°۵۴′شمالی ۱۷۹°۲۴′غربی / ۱۱٫۹°شمالی ۱۷۹٫۴°غربی | ۱۶۳ کیلومتر (۱۰۱ مایل) |                 | [ ۱ ]    |
| ۲۶ آوریل ۳۸۵   | ۰۱:۲۴:۱۴           | ۸۳         | حلقه‌ای | ۰٫۹۶۳۶ | ۰۳ دقیقه ۵۹ ثانیه | ۱۷°۳۰′شمالی ۱۷۵°۳۶′غربی / ۱۷٫۵°شمالی ۱۷۵٫۶°غربی | ۱۳۲ کیلومتر (۸۲ مایل)  |                 | [ ۱ ]    |
| ۲۰ اکتبر ۳۸۵   | ۱۶:۱۶:۱۷           | ۸۸         | مرکب   | ۱٫۰۰۵۲ | ۰۰ دقیقه ۲۸ ثانیه | ۲۱°۴۲′جنوبی ۴۴°۵۴′غربی / ۲۱٫۷°جنوبی ۴۴٫۹°غربی   | ۱۸ کیلومتر (۱۱ مایل)   |                 | [ ۱ ]    |
| ۱۵ آوریل ۳۸۶   | ۰۸:۱۵:۴۱           | ۹۳         | مرکب   | ۱٫۰۰۵۵ | ۰۰ دقیقه ۲۳ ثانیه | ۵۵°۱۸′شمالی ۴۲°۴۲′شرقی / ۵۵٫۳°شمالی ۴۲٫۷°شرقی   | ۳۳ کیلومتر (۲۱ مایل)   |                 | [ ۱ ]    |
| ۱۰ اکتبر ۳۸۶   | ۰۰:۰۲:۲۱           | ۹۸         | حلقه‌ای | ۰٫۹۴۲۲ | ۰۴ دقیقه ۰۶ ثانیه | ۶۰°۵۴′جنوبی ۱۳۵°۴۸′شرقی / ۶۰٫۹°جنوبی ۱۳۵٫۸°شرقی | ۷۵۱ کیلومتر (۴۶۷ مایل) |                 | [ ۱ ]    |
| ۶ مارس ۳۸۷     | ۱۳:۳۸:۲۲           | ۶۵         | جزئی   | ۰٫۸۹۲۳ | —                 | ۶۱°۰۰′جنوبی ۱۰۶°۴۲′شرقی / ۶۱٫۰°جنوبی ۱۰۶٫۷°شرقی | —                      |                 | [ ۱ ]    |
| ۴ آوریل ۳۸۷    | ۲۱:۵۲:۱۶           | ۱۰۳        | جزئی   | ۰٫۰۵۳۳ | —                 | ۶۱°۰۶′شمالی ۱۴۰°۰۰′شرقی / ۶۱٫۱°شمالی ۱۴۰٫۰°شرقی | —                      |                 | [ ۱ ]    |
| ۳۰ اوت ۳۸۷     | ۰۷:۴۳:۱۳           | ۷۰         | جزئی   | ۰٫۴۸۲۰ | —                 | ۶۱°۰۶′شمالی ۱۶۰°۴۲′غربی / ۶۱٫۱°شمالی ۱۶۰٫۷°غربی | —                      |                 | [ ۱ ]    |
| ۲۴ فوریه ۳۸۸   | ۰۵:۵۲:۰۰           | ۷۵         | کامل   | ۱٫۰۴۳۲ | ۰۳ دقیقه ۲۷ ثانیه | ۲۹°۰۰′جنوبی ۱۳۵°۳۶′شرقی / ۲۹٫۰°جنوبی ۱۳۵٫۶°شرقی | ۱۵۵ کیلومتر (۹۶ مایل)  |                 | [ ۱ ]    |
| ۱۸ اوت ۳۸۸     | ۱۰:۳۶:۴۹           | ۸۰         | حلقه‌ای | ۰٫۹۷۶۳ | ۰۲ دقیقه ۰۸ ثانیه | ۴۰°۱۸′شمالی ۶۶°۱۸′شرقی / ۴۰٫۳°شمالی ۶۶٫۳°شرقی   | ۹۸ کیلومتر (۶۱ مایل)   |                 | [ ۱ ]    |
| ۱۲ فوریه ۳۸۹   | ۱۸:۱۳:۲۶           | ۸۵         | حلقه‌ای | ۰٫۹۸۸۷ | ۰۱ دقیقه ۱۰ ثانیه | ۵°۱۸′شمالی ۶۹°۳۶′غربی / ۵٫۳°شمالی ۶۹٫۶°غربی     | ۴۲ کیلومتر (۲۶ مایل)   |                 | [ ۱ ]    |
| ۷ اوت ۳۸۹      | ۲۰:۴۹:۲۶           | ۹۰         | کامل   | ۱٫۰۳۶۶ | ۰۳ دقیقه ۲۸ ثانیه | ۲°۳۶′شمالی ۱۰۹°۰۶′غربی / ۲٫۶°شمالی ۱۰۹٫۱°غربی   | ۱۲۷ کیلومتر (۷۹ مایل)  |                 | [ ۱ ]    |
| ۱ فوریه ۳۹۰    | ۲۳:۲۰:۵۸           | ۹۵         | جزئی   | ۰٫۷۷۹۷ | —                 | ۶۲°۱۲′شمالی ۱۶۶°۵۴′شرقی / ۶۲٫۲°شمالی ۱۶۶٫۹°شرقی | —                      |                 | [ ۱ ]    |
| ۲۸ ژوئیه ۳۹۰   | ۱۲:۳۵:۰۰           | ۱۰۰        | کامل   | ۱٫۰۵۹۵ | ۰۴ دقیقه ۰۶ ثانیه | ۵۲°۴۸′جنوبی ۱۲°۲۴′غربی / ۵۲٫۸°جنوبی ۱۲٫۴°غربی   | ۸۷۳ کیلومتر (۵۴۲ مایل) |                 | [ ۱ ]    |
| ۲۳ دسامبر ۳۹۰  | ۰۴:۲۱:۳۶           | ۶۷         | جزئی   | ۰٫۵۵۹۴ | —                 | ۶۵°۳۰′جنوبی ۵۲°۴۸′غربی / ۶۵٫۵°جنوبی ۵۲٫۸°غربی   | —                      |                 | [ ۱ ]    |
| ۱۸ ژوئن ۳۹۱    | ۲۱:۳۲:۲۲           | ۷۲         | کامل   | ۱٫۰۳۴۶ | ۰۲ دقیقه ۰۶ ثانیه | ۸۰°۱۸′شمالی ۹۴°۱۸′غربی / ۸۰٫۳°شمالی ۹۴٫۳°غربی   | ۲۱۶ کیلومتر (۱۳۴ مایل) |                 | [ ۱ ]    |
| ۱۲ دسامبر ۳۹۱  | ۰۸:۵۵:۰۸           | ۷۷         | حلقه‌ای | ۰٫۹۷۶۱ | ۰۲ دقیقه ۰۴ ثانیه | ۵۳°۳۰′جنوبی ۷۵°۲۴′شرقی / ۵۳٫۵°جنوبی ۷۵٫۴°شرقی   | ۹۹ کیلومتر (۶۲ مایل)   |                 | [ ۱ ]    |
| ۷ ژوئن ۳۹۲     | ۰۷:۴۸:۲۴           | ۸۲         | حلقه‌ای | ۰٫۹۸۷۲ | ۰۱ دقیقه ۲۶ ثانیه | ۲۷°۴۲′شمالی ۸۹°۴۸′شرقی / ۲۷٫۷°شمالی ۸۹٫۸°شرقی   | ۴۵ کیلومتر (۲۸ مایل)   |                 | [ ۱ ]    |
| ۳۰ نوامبر ۳۹۲  | ۲۰:۳۵:۴۷           | ۸۷         | کامل   | ۱٫۰۲۹۸ | ۰۳ دقیقه ۰۰ ثانیه | ۱۰°۲۴′جنوبی ۱۰۲°۰۶′غربی / ۱۰٫۴°جنوبی ۱۰۲٫۱°غربی | ۱۰۳ کیلومتر (۶۴ مایل)  |                 | [ ۱ ]    |
| ۲۷ مه ۳۹۳      | ۱۱:۰۰:۰۵           | ۹۲         | حلقه‌ای | ۰٫۹۴۷۱ | ۰۶ دقیقه ۵۰ ثانیه | ۲۳°۳۶′جنوبی ۴۴°۵۴′شرقی / ۲۳٫۶°جنوبی ۴۴٫۹°شرقی   | ۲۷۶ کیلومتر (۱۷۱ مایل) |                 | [ ۱ ]    |
| ۲۰ نوامبر ۳۹۳  | ۱۲:۰۳:۳۹           | ۹۷         | کامل   | ۱٫۰۳۷۳ | ۰۳ دقیقه ۰۵ ثانیه | ۳۹°۲۴′شمالی ۳۲°۰۶′شرقی / ۳۹٫۴°شمالی ۳۲٫۱°شرقی   | ۲۵۰ کیلومتر (۱۶۰ مایل) |                 | [ ۱ ]    |
| ۱۶ آوریل ۳۹۴   | ۲۲:۰۳:۵۹           | ۶۴         | جزئی   | ۰٫۳۴۸۸ | —                 | ۷۱°۰۶′شمالی ۱۱۴°۰۶′شرقی / ۷۱٫۱°شمالی ۱۱۴٫۱°شرقی | —                      |                 | [ ۱ ]    |
| ۱۶ مه ۳۹۴      | ۱۱:۴۱:۵۸           | ۱۰۲        | جزئی   | ۰٫۱۸۸۹ | —                 | ۶۹°۰۶′جنوبی ۵۵°۰۶′شرقی / ۶۹٫۱°جنوبی ۵۵٫۱°شرقی   | —                      |                 | [ ۱ ]    |
| ۱۱ اکتبر ۳۹۴   | ۱۴:۰۴:۰۴           | ۶۹         | جزئی   | ۰٫۶۱۷۹ | —                 | ۷۱°۳۶′جنوبی ۱۱۹°۰۶′غربی / ۷۱٫۶°جنوبی ۱۱۹٫۱°غربی | —                      |                 | [ ۱ ]    |
| ۶ آوریل ۳۹۵    | ۰۶:۵۵:۰۸           | ۷۴         | کامل   | ۱٫۰۲۴۰ | ۰۲ دقیقه ۰۴ ثانیه | ۳۸°۰۶′شمالی ۹۲°۴۸′شرقی / ۳۸٫۱°شمالی ۹۲٫۸°شرقی   | ۹۷ کیلومتر (۶۰ مایل)   |                 | [ ۱ ]    |
| ۳۰ سپتامبر ۳۹۵ | ۱۹:۴۸:۳۹           | ۷۹         | حلقه‌ای | ۰٫۹۴۱۱ | ۰۶ دقیقه ۲۷ ثانیه | ۳۳°۳۶′جنوبی ۱۰۲°۴۸′غربی / ۳۳٫۶°جنوبی ۱۰۲٫۸°غربی | ۲۵۵ کیلومتر (۱۵۸ مایل) |                 | [ ۱ ]    |
| ۲۵ مارس ۳۹۶    | ۲۱:۴۶:۰۸           | ۸۴         | کامل   | ۱٫۰۶۵۳ | ۰۵ دقیقه ۵۰ ثانیه | ۸°۳۶′جنوبی ۱۱۳°۳۶′غربی / ۸٫۶°جنوبی ۱۱۳٫۶°غربی   | ۲۱۸ کیلومتر (۱۳۵ مایل) |                 | [ ۱ ]    |
| ۱۸ سپتامبر ۳۹۶ | ۱۹:۵۳:۴۰           | ۸۹         | حلقه‌ای | ۰٫۹۲۹۷ | ۰۹ دقیقه ۰۷ ثانیه | ۱۱°۱۲′شمالی ۸۸°۵۴′غربی / ۱۱٫۲°شمالی ۸۸٫۹°غربی   | ۲۶۷ کیلومتر (۱۶۶ مایل) |                 | [ ۱ ]    |
| ۱۵ مارس ۳۹۷    | ۱۴:۲۷:۵۲           | ۹۴         | کامل   | ۱٫۰۴۷۳ | ۰۳ دقیقه ۰۲ ثانیه | ۶۲°۰۶′جنوبی ۳۰°۱۸′شرقی / ۶۲٫۱°جنوبی ۳۰٫۳°شرقی   | ۳۸۸ کیلومتر (۲۴۱ مایل) |                 | [ ۱ ]    |
| ۷ سپتامبر ۳۹۷  | ۲۱:۱۵:۲۳           | ۹۹         | حلقه‌ای | ۰٫۹۵۳۱ | ۰۳ دقیقه ۴۳ ثانیه | ۶۳°۱۲′شمالی ۷۶°۰۶′غربی / ۶۳٫۲°شمالی ۷۶٫۱°غربی   | ۳۷۲ کیلومتر (۲۳۱ مایل) |                 | [ ۱ ]    |
| ۳ فوریه ۳۹۸    | ۱۵:۲۲:۲۲           | ۶۶         | جزئی   | ۰٫۸۰۷۷ | —                 | ۷۰°۰۰′شمالی ۵۵°۱۲′غربی / ۷۰٫۰°شمالی ۵۵٫۲°غربی   | —                      |                 | [ ۱ ]    |
| ۲۹ ژوئیه ۳۹۸   | ۲۰:۱۵:۰۴           | ۷۱         | جزئی   | ۰٫۸۷۲۷ | —                 | ۶۹°۱۲′جنوبی ۱۲۱°۱۲′غربی / ۶۹٫۲°جنوبی ۱۲۱٫۲°غربی | —                      |                 | [ ۱ ]    |
| ۲۳ ژانویه ۳۹۹  | ۱۸:۲۱:۴۲           | ۷۶         | حلقه‌ای | ۰٫۹۲۶۳ | ۱۰ دقیقه ۲۵ ثانیه | ۵°۱۲′شمالی ۶۷°۰۶′غربی / ۵٫۲°شمالی ۶۷٫۱°غربی     | ۳۰۴ کیلومتر (۱۸۹ مایل) |                 | [ ۱ ]    |
| ۱۹ ژوئیه ۳۹۹   | ۱۲:۵۱:۴۱           | ۸۱         | کامل   | ۱٫۰۷۶۴ | ۰۷ دقیقه ۱۱ ثانیه | ۲°۰۰′شمالی ۱۳°۵۴′شرقی / ۲٫۰°شمالی ۱۳٫۹°شرقی     | ۲۶۲ کیلومتر (۱۶۳ مایل) |                 | [ ۱ ]    |
| ۱۲ ژانویه ۴۰۰  | ۱۷:۳۲:۳۷           | ۸۶         | حلقه‌ای | ۰٫۹۲۵۷ | ۰۸ دقیقه ۴۴ ثانیه | ۳۷°۳۶′جنوبی ۵۰°۴۸′غربی / ۳۷٫۶°جنوبی ۵۰٫۸°غربی   | ۲۹۱ کیلومتر (۱۸۱ مایل) |                 | [ ۱ ]    |
| ۸ ژوئیه ۴۰۰    | ۰۵:۱۶:۰۴           | ۹۱         | کامل   | ۱٫۰۵۰۲ | ۰۴ دقیقه ۰۰ ثانیه | ۴۷°۳۰′شمالی ۱۲۹°۵۴′شرقی / ۴۷٫۵°شمالی ۱۲۹٫۹°شرقی | ۱۸۳ کیلومتر (۱۱۴ مایل) |                 | [ ۱ ]    |
| ۳۱ دسامبر ۴۰۰  | ۲۰:۳۲:۰۸           | ۹۶         | حلقه‌ای | ۰٫۹۵۵۶ | ۰۲ دقیقه ۴۴ ثانیه | ۸۵°۰۰′جنوبی ۸۶°۴۸′شرقی / ۸۵٫۰°جنوبی ۸۶٫۸°شرقی   | ۵۲۳ کیلومتر (۳۲۵ مایل) |                 | [ ۱ ]    |